# Monument naturel Parco della Cellulosa
Le monument naturel du Parco della Cellulosa est une zone naturelle protégée, créée en 2006 dans le district de Casalotti, dans la ville de Rome.
Le nom provient de la présence de deux zones exploitées par l'ancien Organisme national des cartons et papiers, et reliées par le fosso Galeria. Le parc couvre une superficie de 100 ha.

## Histoire
Le parc a été fortement souhaité par un comité de citoyens qui a organisé de nombreuses activités dans le secteur jusqu'à la création du parc, effectif le 11 mai 2006. Ce comité a également favorisé le nettoyage de la zone avec Legambiente, et en collaborant avec l'association Romanatura à plusieurs reprises.

## Faune
L'avifaune comprend la huppe fasciée, la buse, la perruche à collier, la chouette hulotte et le hibou. On y trouve des porcs- épics, des blaireaux et des renards.

## Flore

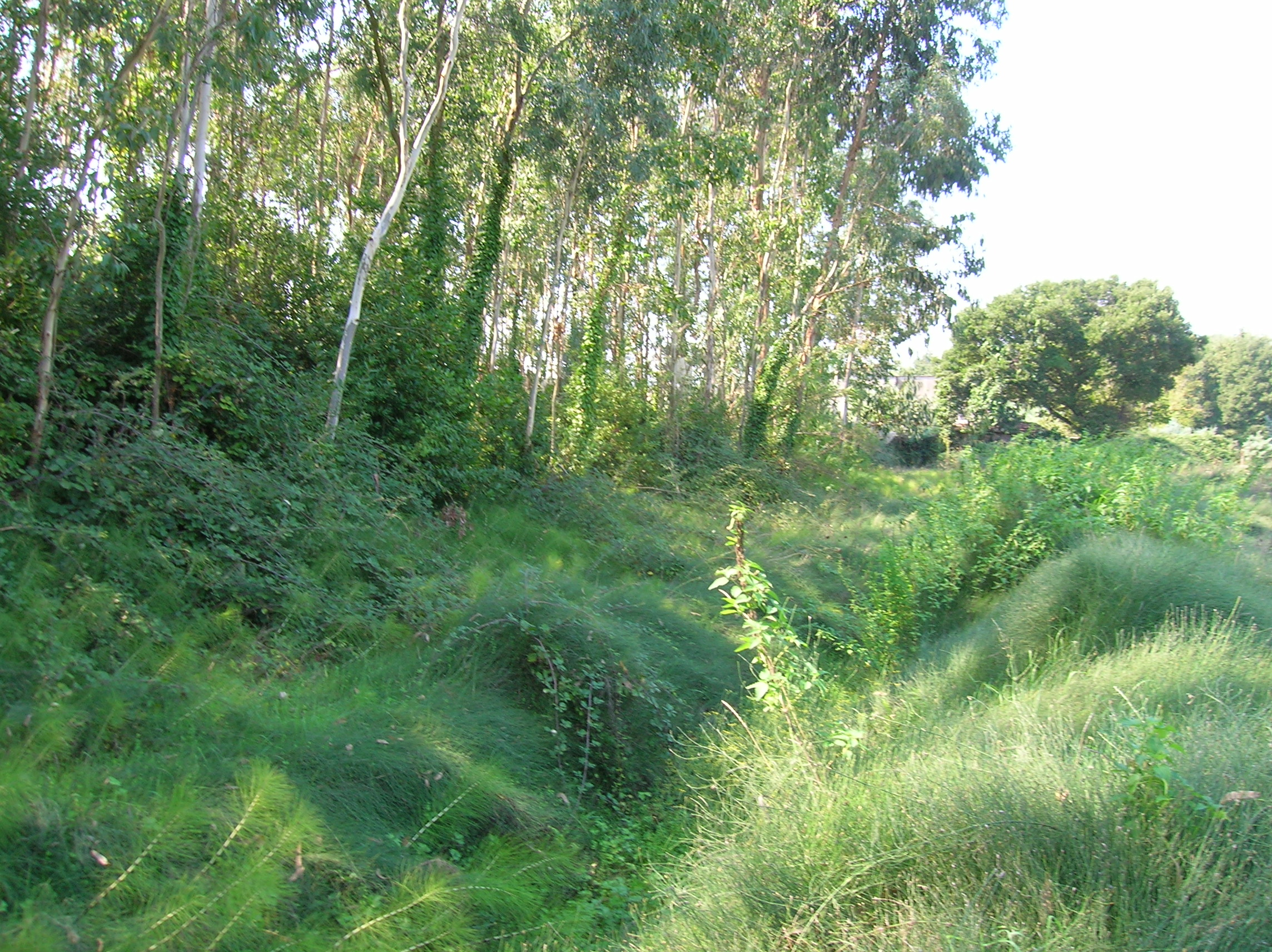
Végétation typique le long des marranes (fossés).

Dans le parc on trouve l'eucalyptus, le mimosa, le noyer, le pin, le chêne, le chêne vert, le laurier, l'érable, l'orme, le broussonetia papyrifera. Le long du fossé sont cultivés en abondance, la prêle et d'autres espèces végétales riveraines.

## Activités
Parmi les activités, la réutilisation du bois, organisée par l'Atelier du bois, les courses, la course d'orientation, des expositions de photos, ainsi que diverses activités de loisirs et culturelles-environnementales impliquant le quartier.